# Corredor Ecológico Mesoamericano
O Corredor Ecológico Mesoamericano é um grande corredor ecológico na América Central e sudeste do México, conectando várias unidades de conservação. Sua implantação começou em 1998 para salvar da extinção 106 espécies criticamente em perigo. Ele surgiu a partir de um plano inicial denominado Paseo Panthera, proposto no início da década de 1990.
Pretende proteger a imensa biodiversidade da Mesoamérica. Em 1998, quando inciado ligava as áreas protegidas em quatro partes: a área central para conservar ecossistemas e espécies e com atividades humanas proibidas; áreas de amortecimento, de uso restrito; corredores, que facilitam movimento, dispersão e migração de espécies, e onde as atividades humanas devem ser de baixo impacto; e múltiplas áreas em que são direcionadas para atividades agrícolas humanas.
O projeto visa reduzir a  fragmentação do habitat, melhorando a conectividade da paisagem e ecossistemas, ao mesmo tempo que promove um uso racional dos recursos pelos seres humanos, melhorando a qualidade de vida das populações locais.